# Aleurotulus
Aleurotulus is een geslacht van halfvleugeligen (Hemiptera) uit de familie witte vliegen (Aleyrodidae), onderfamilie Aleyrodinae.
De wetenschappelijke naam van dit geslacht is voor het eerst geldig gepubliceerd door Quaintance & Baker in 1914. De typesoort is Aleurodes nephrolepidis.

## Soorten
Aleurotulus omvat de volgende soorten:
- Aleurotulus anthuricola Nakahara, 1989
- Aleurotulus arundinacea Singh, 1931
- Aleurotulus laneus Martin, 2005
- Aleurotulus mundururu Bondar, 1923
- Aleurotulus nephrolepidis (Quaintance, 1900)
- Aleurotulus pteridophytae Martin in Mound, Martin & Polaszek, 1994